# Brombya
Brombya é um género botânico pertencente à família Rutaceae.